# Ralph Rose
Ralph Waldo Rose (ur. 17 marca 1885 w Healdsburgu, zm. 16 października 1913 w San Francisco) – amerykański lekkoatleta, trzykrotny mistrz olimpijski.
Na igrzyskach olimpijskich w 1904 w Saint Louis zwyciężył w pchnięciu kulą (wyrównał ówczesny rekord świata wynikiem 14,81 m), zajął 2. miejsce w rzucie dyskiem, a 3. miejsce w rzucie młotem. Startował także w konkurencji rzutu 56 funtowym ciężarem, w której był szósty.
Na igrzyskach olimpijskich w 1908 w Londynie był chorążym reprezentacji amerykańskiej. Jako jedyny nie oddał salutu flagą przed lożą królewską, co rzekomo wywołało niechęć Brytyjczyków i uprzedzenia lokalnych sędziów. Na tych igrzyskach obronił tytuł mistrzowski w pchnięciu kulą. Startował również w przeciąganiu liny; jego drużyna zajęła 5. miejsce. W 1909 ustanowił rekord świata w pchnięciu kulą wynikiem 15,54 m. Wynik ten przetrwał 19 lat
Na igrzyskach olimpijskich w 1912 w Sztokholmie został złotym medalistą w konkurencji pchnięcia kulą oburącz i srebrnym w „zwykłym” pchnięciu kulą. Wystąpił także w rzucie dyskiem i rzucie młotem, ale bez powodzenia.
Czterokrotnie zdobywał mistrzostwo USA (AAU) w pchnięciu kulą (od 1907 do 1910), dwukrotnie w rzucie dyskiem (w 1905 i 1909) i raz w rzucie oszczepem (w 1909).
Zmarł w wieku 28 lat w San Francisco na dur brzuszny. Mierzył 195 cm, a ważył między 107 kg w 1904 a 130 kg w 1909.

## Rekordy życiowe
źródło:
- pchnięcie kulą – 15,56 m (1909)
- rzut dyskiem – 40,81 m (1910)
- rzut młotem – 52,61 m (1907)